# Brian Kobilka
Brian Kobilka (Little Falls, Minnesota, 30 de mayo de 1955) es un profesor universitario de fisiología molecular y celular estadounidense. Fue galardonado con el premio Nobel de Química de 2012 junto a Robert Lefkowitz por el estudio de los receptores acoplados a proteínas G.